# Wacław II
Wacław II (cz. Václav, niem. Wenzel; ur. 27 września 1271 w Pradze, zm. 21 czerwca 1305 tamże) – król Czech w latach 1278–1305 oraz król Polski w latach 1300–1305 z dynastii Przemyślidów. Wprowadził do obiegu grosz praski oraz ustanowił w Polsce urząd starosty.

## Tytuły
Syn i następca Przemysła Ottokara II, książę czeski w latach 1278–1297 (do 1285 regencja), król czeski od 1297, władca ziemi kłodzkiej od 1290, książę krakowski od 1291, sandomierski od 1292, brzesko-kujawski, sieradzko-łęczycki, wielkopolski i pomorski od 1299, król polski od 1300, władca zwierzchni nad księstwami: bytomskim (od 1289), opolskim, cieszyńskim (od 1291), raciborskim (od 1292), sieradzkim, łęczyckim i brzesko-kujawskim (w latach 1292–1299), inowrocławskim, dobrzyńskim (od 1299) oraz wrocławsko-legnickim i świdnicko-jaworskim (od 1301).

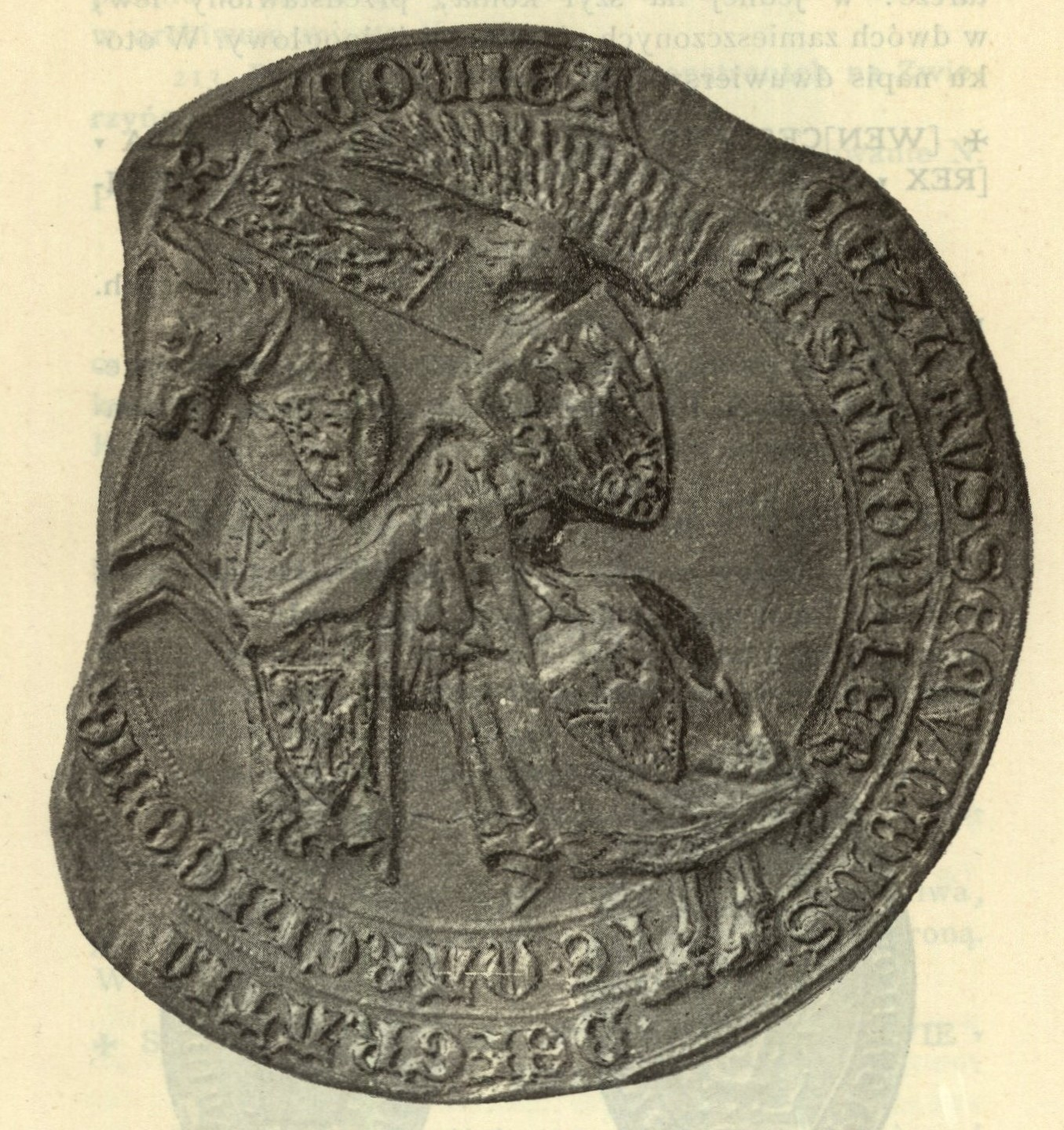
Pieczęć Wacława II

## Pochodzenie i młodość

### Śmierć ojca
Wacław II był synem zabitego w 1278 r., bezpośrednio po bitwie pod Suchymi Krutami, króla czeskiego Przemysła Ottokara II z dynastii Przemyślidów i księżniczki halickiej (czernichowskiej) Kunegundy z dynastii Rurykowiczów.
W momencie śmierci ojca Wacław II, mając zaledwie siedem lat, znalazł się na łasce potężnego króla niemieckiego Rudolfa I Habsburga, który wspaniałomyślnie zadowolił się krainami zdobytymi wcześniej przez Przemysła Ottokara II: Austrią, Styrią, Karyntią i Krainą. Ziemie te już w niedługim czasie stały się podstawą potęgi dynastii Habsburgów.

### Rządy regencyjne margrabiego Ottona
Wobec małoletniości Wacława II rządy w zniszczonym wojną kraju (składającego się z dwóch krain: Czech i Moraw) miała objąć regencja mianowana przez najważniejszego suwerena tych ziem – króla Rudolfa. Kandydatów do objęcia tego intratnego stanowiska było kilku (m.in. książę wrocławski Henryk IV Prawy, który w zamian za rezygnację otrzymał bogatą ziemię kłodzką), ostatecznie jednak wybór władcy niemieckiego padł na margrabiego brandenburskiego Ottona Długiego z dynastii askańskiej.
Swoje rządy regencyjne Otton Brandenburski traktował jako najlepszy sposób na szybkie wzbogacenie się, w czym zresztą skutecznie pomagali mu czescy magnaci pragnący wykorzystać sytuację. Dodatkowo na polecenie margrabiego brandenburskiego młodziutkiego Wacława wywieziono do Berlina, a następnie do Szpandawy, gdzie w jawny sposób traktowano go jako zakładnika mającego zapewnić spokój w razie ewentualnego sprzeciwu Czechów oburzonych rabunkową polityką Brandenburczyków.
Kilkuletni pobyt Wacława w Brandenburgii dosyć poważnie odbił się na psychice młodziutkiego władcy. Z jednej strony Wacław wyniósł nieprzeciętną inteligencję, umiejętność lawirowania i zamiłowanie do poezji rycerskiej, z drugiej strony jednak – opiekun zapomniał zapoznać go z umiejętnością pisania i czytania. To zapewne w tym okresie życia w Wacławie ujawniły się takie cechy charakteru jak: krzywoprzysięstwo, zabobonność (bał się m.in. burzy i miauczenia kotów, także w dorosłym życiu), ambicja oraz skłonność do ascezy połączona jednocześnie z zamiłowaniem do rozpusty i zabawy.

### Regencja matki i Zawiszy z Falkensteinu
W 1283 r. Wacław II mógł powrócić do Pragi w związku z rezygnacją z regencji Ottona Brandenburskiego. Margrabia w zamian za to otrzymał wysokie odszkodowanie pieniężne. Ster rządów aż do swej śmierci w 1285 r. przejęła matka władcy – Kunegunda Halicka. Obok królowej realną władzę nad Czechami i Morawami zdobył jej kochanek (który w roku 1285 został jej legalnym małżonkiem) – Zawisza z Falkenštejnu (pochodzący z rodu Witkowiców). Stosunki intymne łączyły królową z Zawiszą prawdopodobnie jeszcze za życia Przemysła Ottokara II. W 1282 r. ze związku Zawiszy i Kunegundy urodził się syn.
Oficjalnie potężny magnat został wychowawcą Wacława, co dodatkowo wpłynęło na młodego władcę, który szczerze się do Zawiszy przywiązał. Umożliwiło to magnatowi obsadzenie ważniejszych urzędów w państwie swoimi zwolennikami.

## Panowanie w Czechach i na ziemiach polskich

### Samodzielne rządy w Czechach i współpraca z Habsburgami

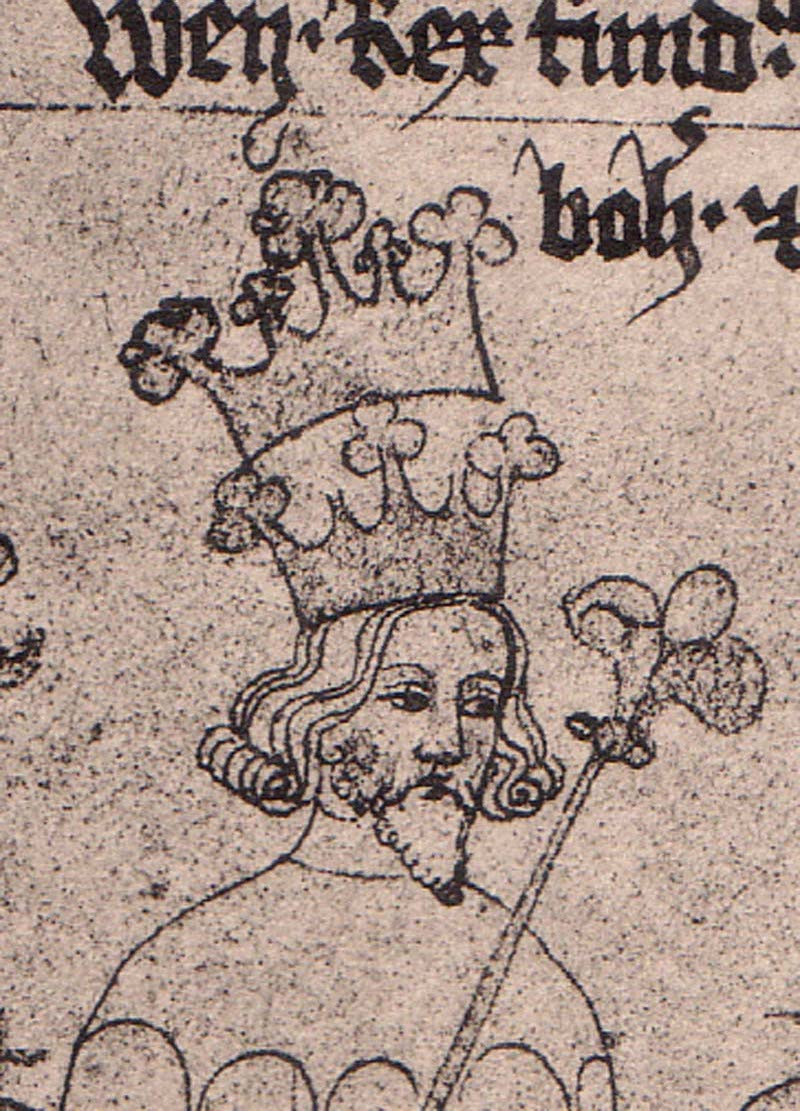
Wacław II Czeski

Okres regencji zakończony został oficjalnie w 1285 r. wraz z przydzieleniem Wacławowi Czech i Moraw w lenno, przez króla niemieckiego Rudolfa Habsburga. Jednocześnie zgodnie ze wcześniejszymi umowami Wacław poślubił córkę Rudolfa – Gutę. Małżeństwo to w związku ze złym zdrowiem Wacława dawało Habsburgom nadzieje na rychłe przejęcie dziedzictwa po Przemyślidach.
Ślub odbył się w atmosferze skandalu, gdyż Rudolf nie zgodził się na to, aby w uroczystościach wziął udział Zawisza z Falkensteinu, czym uczynił mu poważny afront, a ponadto młodziutka panna młoda wróciła do domu, by nie zostawać – jak twierdzili Habsburgowie – na zdemoralizowanym dworze.
Wkrótce okazało się, że na dworze Wacława wpływy Zawiszy znaczą coraz mniej. Jeszcze w 1285 r. w związku ze śmiercią Kunegundy Czernihowskiej, głównym doradcą Przemyślidy został biskup praski Tobiasz, któremu udało się ostatecznie przeforsować układ z Habsburgami (zawarto go w marcu 1288 r. pod Znojmem z Albrechtem Habsburgiem). Wacław II ostatecznie wtedy zrezygnował z ojcowskich nabytków w Austrii, w zamian za co otrzymał obietnicę pomocy w ekspansji Czech na północ w kierunku podzielonej na dzielnice Polski.
Mimo utraty poparcia Wacława, Zawisza z Falkensteinu w dalszym ciągu starał się prowadzić antyhabsburską politykę, co w 1288 r. stało się przyczyną jego zdradzieckiego uwięzienia, a następnie dwa lata później zamordowania. W celu uspokojenia sumienia władca czeski zdecydował się na ufundowanie klasztoru cystersów w Zbrasławiu.

### Opanowanie Małopolski, zhołdowanie księstw śląskich i kujawskich

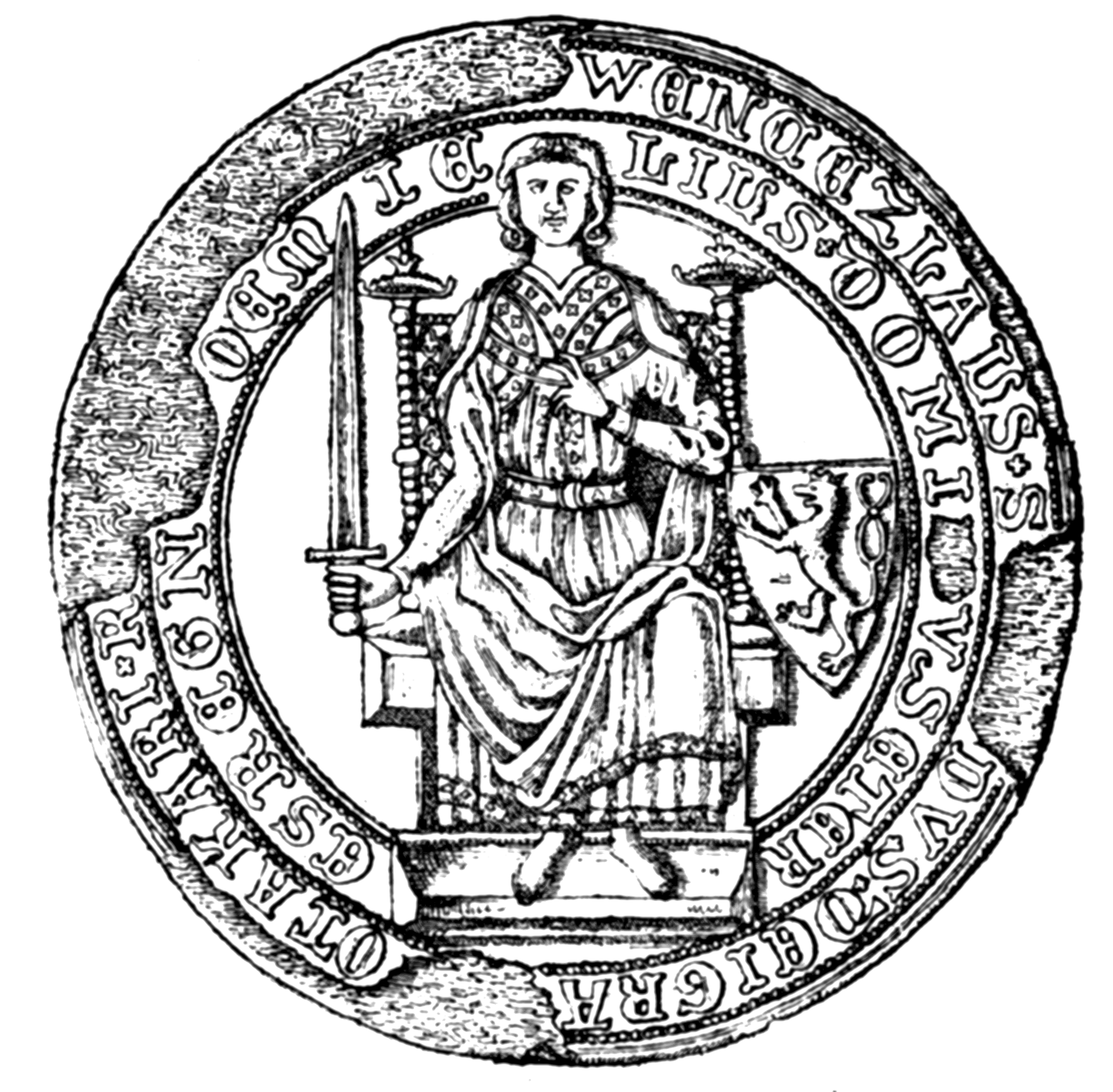
Pieczęć Wacława II jako dziedzica Korony Czeskiej

Po ugodzie z Habsburgami Wacław II szukał pretekstu do wmieszania się w sprawy polskie. Okazja nadarzyła się jeszcze w 1288 r. w związku z bezpotomną śmiercią księcia krakowskiego Leszka Czarnego, żonatego z ciotką Przemyślidy – Gryfiną.
Wprawdzie w ówczesnych czasach nikt nie słyszał o możliwości dziedziczenia posiadłości po ciotce, lecz za kandydaturą Wacława II przemawiało bogactwo i fakt rzeczywistej elekcyjności tronu w Krakowie. Tymczasem w Polsce wybuchła wojna międzydzielnicowa pomiędzy kandydatem krakowskich możnych i mieszczaństwa, księciem wrocławskim Henrykiem Prawym, a przyrodnim bratem Leszka – Władysławem Łokietkiem (początkowo głównym kandydatem opozycji przeciwko Prawemu był książę płocki Bolesław II, lecz dosyć prędko niespodziewanie zrezygnował), powołującym się na prawa spadkowe.
W 1289 r. część Małopolski z Krakowem udało się opanować ostatecznie Henrykowi IV. Nie zdołał on usunąć jednak Łokietka z całości dzielnicy, gdyż kujawski Piast zachował władzę nad Sandomierzem.
Krwawe zapasy Piastowiczów przyniosły także niespodziewany sukces Wacławowi, któremu 10 stycznia 1289 zdecydował się złożyć hołd lenny zagrożony przez Henryka Prawego – Kazimierz bytomski. Wkrótce do Kazimierza dołączyli jego trzej bracia: Bolko I opolski, Mieszko cieszyński (obaj w 1291 r.) i Przemysław raciborski (w 1292 r.). Hołdy te zostały złożone Wacławowi jako królowi Polski.
Do akcji zbrojnej w celu opanowania Małopolski doszło w styczniu 1291. Krok ten spowodował nagły zgon w czerwcu 1290 r. Henryka IV Prawego (który zgodnie z wolą zapisaną w testamencie zwrócił Wacławowi uzyskaną w 1278 r. ziemię kłodzką) i umożliwił księciu czeskiemu objęcie tronu krakowskiego, który na mocy testamentu spisanego przez księcia wrocławskiego należał się cieszącemu się małym poparciem wśród miejscowych możnych – Przemysłowi II.
Wtedy też z nieznanych przyczyn książę wielkopolski zrezygnował z pretensji do Małopolski na rzecz Wacława, który mając wreszcie solidną podstawę prawną – ruszył na czele armii do Krakowa. Opór władcy czeskiemu zdecydował się stawić rządzący w Sandomierzu Władysław Łokietek, jednak wobec olbrzymiej przewagi militarnej Przemyślidy musiał w sierpniu 1292 r. pod Sieradzem nie tylko zrezygnować z praw do Małopolski, ale wraz z bratem Kazimierzem II złożyć hołd lenny z ziem składających się z Sieradza, Łęczycy i Brześcia Kujawskiego. Władzę Wacława nad Małopolską, żeniąc się z siostrą Przemyślidy – Kunegundą, uznał również książę mazowiecki Bolesław II.

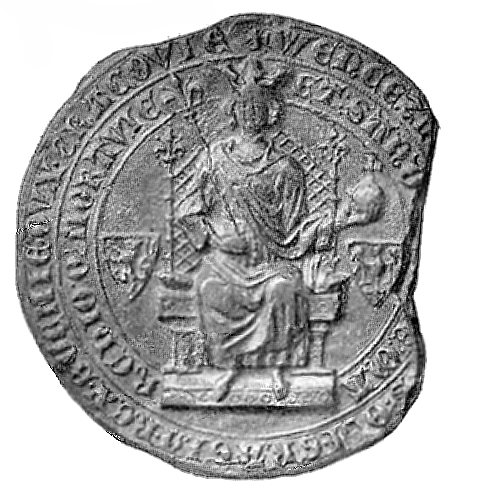
Pieczęć majestatyczna Wacława II z 1292

Sytuacja w Polsce była daleka od stabilności. W celu jej opanowania 1 września 1291 Wacław II wystawił w Litomyślu na ręce przedstawicieli panów krakowskich, z biskupem Pawłem z Przemankowa na czele, przywilej. Były to gwarancje dla rycerstwa ziem krakowskiej i sandomierskiej, które miały na celu zachowanie dawnych i racjonalnych praw, zwyczajów oraz wolności. Wacław II gwarantował m.in. wypłacanie żołdu rycerzom według starego zwyczaju oraz nienakładanie nowych podatków. Wielu współczesnych badaczy przypisuje temu aktowi wielkie znaczenie w społeczno-ustrojowych dziejach Polski, jako pierwszemu przywilejowi na taką skalę w kraju.
Rządy Wacława w Krakowie popierali wprawdzie miejscowi możni, zadowoleni z nadania przywileju w Litomyślu, lecz wiadomo było, że Władysław Łokietek łatwo nie zrezygnuje, wsparty poparciem udzielonym na zjeździe w Kaliszu przez arcybiskupa gnieźnieńskiego – Jakuba Świnkę i władcę Wielkopolski – Przemysła II.
W siłę rósł także książę wielkopolski, który poparty autorytetem arcybiskupa, odziedziczywszy w grudniu 1294 r. Pomorze Gdańskie, zdołał uzyskać zgodę papieża Bonifacego VIII na koronację królewską, pomimo podobnych zabiegów ze strony Wacława. Konfrontacja Przemysła II z Wacławem II wydawała się nie do uniknięcia, kiedy 8 lutego 1296 król polski został podstępnie zamordowany z inspiracji margrabiów brandenburskich. Śmierć najsilniejszego konkurenta, mimo przejęcia większości spadku po Przemyśle przez Władysława Łokietka, umożliwiła Wacławowi kontynuowanie ekspansji.

### Koronacja na króla czeskiego, opanowanie Wielkopolski i Pomorza
W 1297 r. za zgodą Rudolfa z Habsburga Wacław koronował się na króla czeskiego w Pradze, co jeszcze bardziej wzmocniło jego pozycję zarówno w Czechach, jak i w Polsce. Spowodowało to, iż dwa lata później na zjeździe w Klęce Wacław II upomniał się od Władysława Łokietka o złożenie hołdu lennego z nabytków uzyskanych po śmierci Przemysła II i kiedy Piastowicz nie wywiązał się z zawartych tam obietnic, król mógł bez przeszkód usunąć krnąbrnego księcia z kraju. W ten sposób pod bezpośrednim panowaniem Wacława znalazła się cała Małopolska, Wielkopolska, Kujawy Brzeskie, Sieradz, Łęczyca oraz Pomorze Gdańskie. Dodatkowym sukcesem Wacława było rozciągnięcie zależności lennej nad kujawskimi krewnymi Łokietka – książętami inowrocławskimi i dobrzyńskimi.

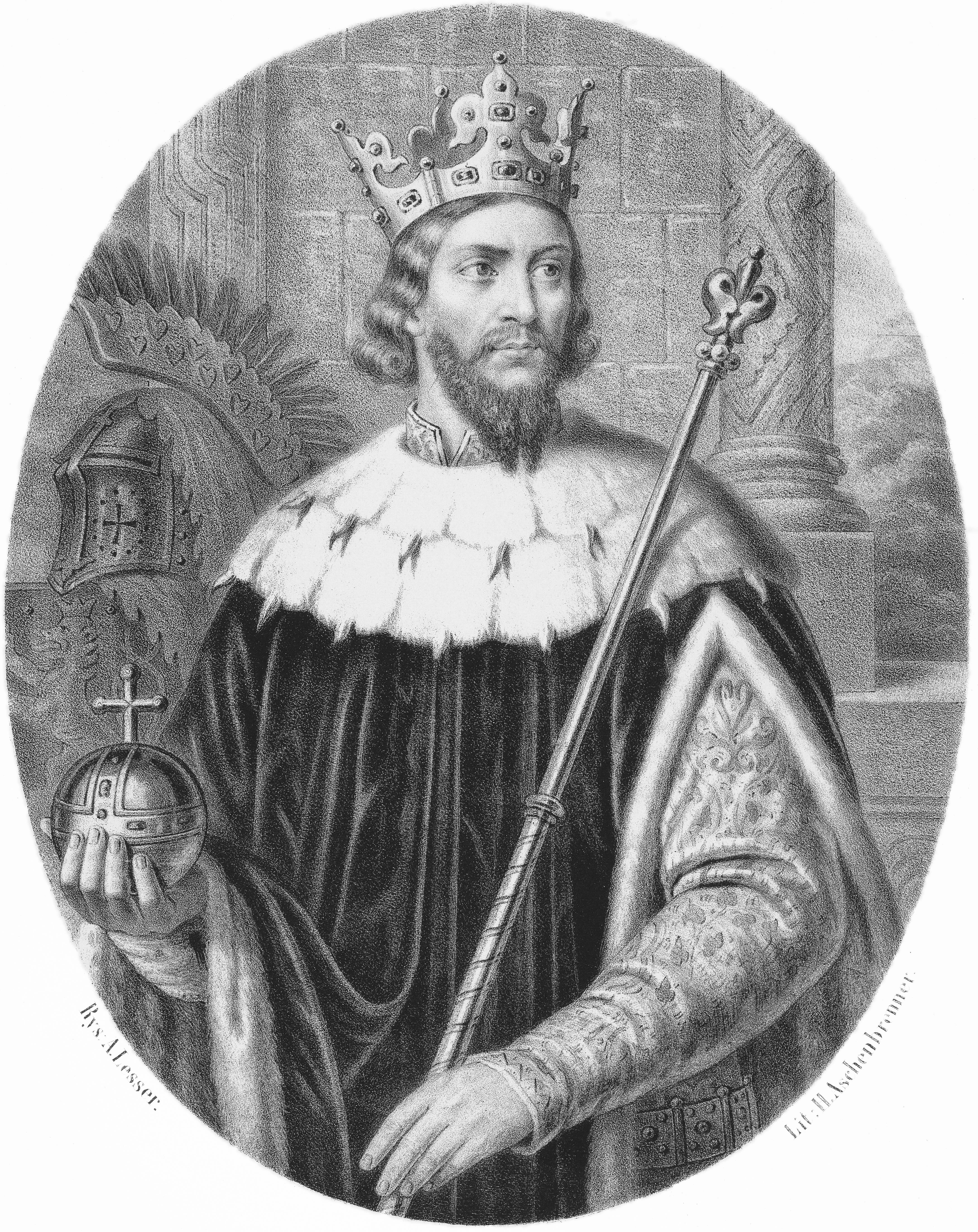
Wacław II, grafika Aleksandra Lessera

## Król Czech i Polski

### Koronacja na króla polskiego, apogeum potęgi
We wrześniu 1300 skutecznie prowadzona polityka umożliwiła koronację Wacława II na króla Polski (za zgodą władcy Niemiec i mimo sprzeciwu papieża Bonifacego VIII, który nigdy nie uznał Wacława za władcę Polski). Koronacji w katedrze gnieźnieńskiej dokonał dotychczasowy przeciwnik rządów czeskich w Polsce, arcybiskup gnieźnieński Jakub Świnka. Powodem tej nagłej zmiany była prawdopodobnie chęć doprowadzenia do zjednoczenia kraju. Po nagłym zgonie Przemysła II i nieudanych rządach Władysława Łokietka stało się jasne, że powstanie zjednoczonej Polski na skutek działań któregoś ze skłóconych wzajemnie Piastów jest raczej mało prawdopodobne.
Nie bez znaczenia było marzenie wielu, że dzięki wspólnej czesko-polskiej monarchii (nawet, jeżeli punkt ciężkości miałby być w Pradze) uda się zwalczyć coraz bardziej grożące niebezpieczeństwo wynarodowienia obu krajów w związku z coraz intensywniejszą kolonizacją niemiecką. Wprawdzie trudno było uznać Wacława za propagatora języka słowiańskiego, skoro sam posługiwał się prawdopodobnie językiem niemieckim i otaczał się głównie niemieckimi doradcami, lecz szansa na zmianę kursu była duża w związku z pojawiającymi się coraz wyraźniej tendencjami antyniemieckimi zarówno w Polsce, jak i w Czechach.
W celu znalezienia dodatkowych podstaw prawnych do korony polskiej, Wacław (w związku z wcześniejszą śmiercią Guty Habsburskiej) zaraz po koronacji zdecydował się na poślubienie jedynej córki Przemysła II – Elżbiety Ryksy. Właściwy ślub i dopełnienie małżeństwa, jako że Piastówna była jeszcze małoletnia, odbył się trzy lata później – 26 maja 1303.
W 1301 r. zmarł książę jaworski i świdnicki – Bolko I, pozostawiając trzech nieletnich synów. Rządy regencyjne nad Świdnicą i Jaworem (a także nad Wrocławiem i Legnicą, gdzie Bolko sprawował do 1301 r. opiekę nad synami brata Henryka V Brzuchatego) objął wtedy Wacław II. W ten sposób pod wpływami Wacława II znalazła się cała Polska, z wyjątkiem władztwa rządzonego przez Henryka III głogowskiego.

### Metody rządów w Polsce
Rządy w Polsce Wacław II oparł na wprowadzonym przez siebie urzędzie starosty, co w znacznym stopniu usprawniło administrację. W całym kraju, co zgodnie podkreślają nawet kronikarze niechętni Przemyślidom, doszło do znacznej poprawy bezpieczeństwa i wzrostu dochodów skarbu. Poprawa finansów umożliwiła wprowadzenie mocniejszej waluty – grosza praskiego. Udało się też z pomocą Włocha Gozzo z Orvieto wydać prawo górnicze.
Niechęć budziła tylko polityka personalna – opieranie rządów na niemieckich przybyszach (podobną zasadę stosował Wacław również w Czechach). Wśród miejscowych zaufaniem Wacława cieszyli się wyłącznie biskup krakowski Jan Muskata, biskup wrocławski Henryk z Wierzbna oraz książę opolski Bolko I.

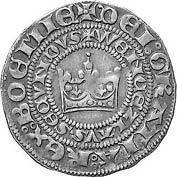
Grosz praski Wacława II (awers)

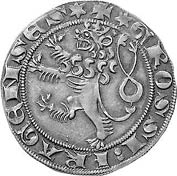
Grosz praski Wacława II (rewers)

### Przegrana wojna o tron węgierski dla syna
W 1301 roku udało się również Przemyślidzie zdobyć po wymarłych Arpadach tron węgierski dla swojego jedynego syna Wacława III.
Był to szczyt potęgi Wacława II, gdyż wkrótce sukcesami w Polsce i na Węgrzech poczuli się zaniepokojeni sąsiedzi. Szczególnie paląca sytuacja była na Węgrzech, gdzie zarówno papież Bonifacy VIII, jak i król rzymski Albrecht popierali kandydaturę pochodzącego z Neapolu Karola Roberta.
Początkowo wydawało się, że Węgry stoją przed Przemyślidami otworem, gdyż na mocy uchwały sejmu w Budzie niemal jednogłośnie wybrano Wacława III na króla (jako Władysława V). Z powodzeniem też udało się dojść do porozumienia z możnymi węgierskimi na zjeździe w Brnie, a 27 sierpnia 1301 arcybiskup Kalocsy Jan uroczyście koronował Wacława III na węgierskiego króla w Białogrodzie Królewskim.
Problemy jednak zaczęły się, kiedy Wacław (jednocześnie z wypadkami na Węgrzech) zapragnął włączyć do Czech należącą do Niemiec Miśnię. Jednocześnie papież wysłał na Węgry swojego legata w osobie kardynała Mikołaja Boccassiniego, który skutecznie zaczął podkopywać świeże rządy Przemyślidów. Dodatkowym policzkiem było zakwestionowanie koronacji polskiej Wacława, jako dokonanej bez zgody papieża.
31 maja 1303 papież Bonifacy VIII ogłosił, że „Władysław V” sprawuje rządy na Węgrzech bezprawnie i zwolnił jego poddanych od wszelkich obowiązków lennych, polecając na króla Karola Roberta. Do koalicji antyczeskiej przyłączył się też król rzymski Albrecht Habsburg, książęta haliccy oraz powracający z wygnania Władysław Łokietek. Wprawdzie Wacław III próbował szachować koalicję kontaktami z królem francuskim Filipem IV Pięknym, lecz ten ostatecznie nie zdecydował się włączyć do wojny.
W 1304 r. Wacław II, nie chcąc stracić Węgier, musiał przedsięwziąć wyprawę zbrojną, która jednak wobec unikania przez przeciwnika bitwy nie mogła się zakończyć sukcesem. W końcu, zagrożony inwazją Albrechta na Czechy, Wacław zdecydował się wycofać do Pragi, zabierając ze sobą syna, węgierskie insygnia koronacyjne oraz grupę miejscowych magnatów, traktowanych jako zakładników. Posunięcie to ostatecznie załamało poparcie dla rządów Wacławów Czeskich na Węgrzech. Wprawdzie udało się odeprzeć wyprawę Niemców pod wodzą króla Albrechta Habsburga (niedaleko Kutnej Hory), lecz potęga Przemyślidów zaczęła chylić się ku upadkowi.

### Zachwianie rządów czeskich w Polsce
Również w Polsce pozycja Wacława II po 1303 r. najwyraźniej uległa zachwianiu. Już w 1304 r. Władysław Łokietek, korzystając z pomocy książąt halickich i magnatów węgierskich, opanował Wiślicę. Udało mu się przeciągnąć na swoją stronę także kujawskich bratanków po Siemomyśle – Leszka, Przemysła i Kazimierza III. Rządy czeskie w Polsce przestał popierać również Bolesław mazowiecki, który zdobył się nawet na odesłanie do Pragi swojej czeskiej małżonki Kunegundy.

## Śmierć i następstwo

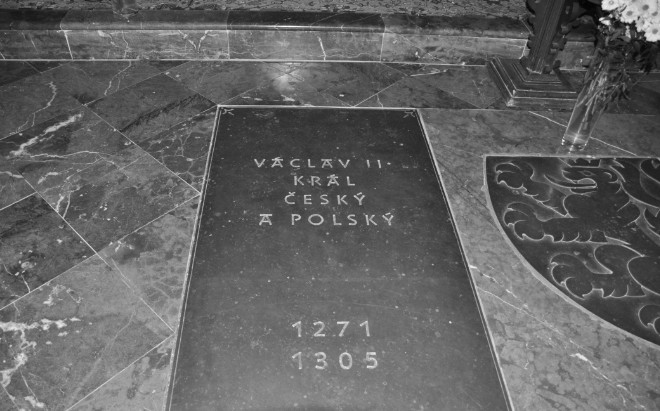
Płyta nagrobna Wacława II w kościele św. Jakuba w Zbrasławiu

Wacław II Czeski zmarł 21 czerwca 1305 na gruźlicę po długiej chorobie. Śmierć króla w młodym wieku (miał 33 lata), w połączeniu z tragiczną śmiercią syna w niecały rok później, wzbudziła wśród współczesnych podejrzenie jej nienaturalności. Brak jednak na to dowodów. Został pochowany w Zbrasławiu, dzielnicy Pragi.
Był żonaty dwukrotnie.
Z pierwszą żoną – Gutą von Habsburg – doczekał się dziesięciorga dzieci:
- Przemysła (ur. 6 maja 1288, zm. 19 listopada 1288),
- Wacława III (ur. 6 października 1289, zm. 4 sierpnia 1306),
- Agnieszki (ur. 6 października 1289, zm. 1296) – wydanej za Ruprechta z Nassau,
- Anny (ur. 15 października 1290, zm. 3 września 1313) – wydanej za księcia Henryka Karynckiego,
- Elżbiety (ur. 20 stycznia 1292, zm. 28 września 1330) – wydanej za Jana Luksemburskiego,
- Guty (ur. 4 marca 1293, zm. 3 sierpnia 1294)
- Jana (ur. 26 lutego 1294, zm. 1 marca 1294)
- Jana (ur. 21 marca 1295, zm. 6 grudnia 1296)
- Małgorzaty (ur. 21 lutego 1296, zm. 8 kwietnia 1322) – wydanej za księcia legnicko-brzeskiego Bolesława III Rozrzutnego.
- Guty (ur. 21 maja 1297, zm. 21 maja 1297 lub niedługo później),

Z drugiej żony – Piastówny Ryksy Elżbiety – doczekał się córki Agnieszki, wydanej później za księcia jaworskiego Henryka I.
Zdaniem kronikarza Ottokara Styryjskiego Wacław II miał także niezwykle liczne potomstwo naturalne. Na podstawie znanych źródeł wiadomo jedynie, że król miał nieślubnego syna Jana Volka i być może także córkę Elżbietę.

## Ocena panowania w Polsce

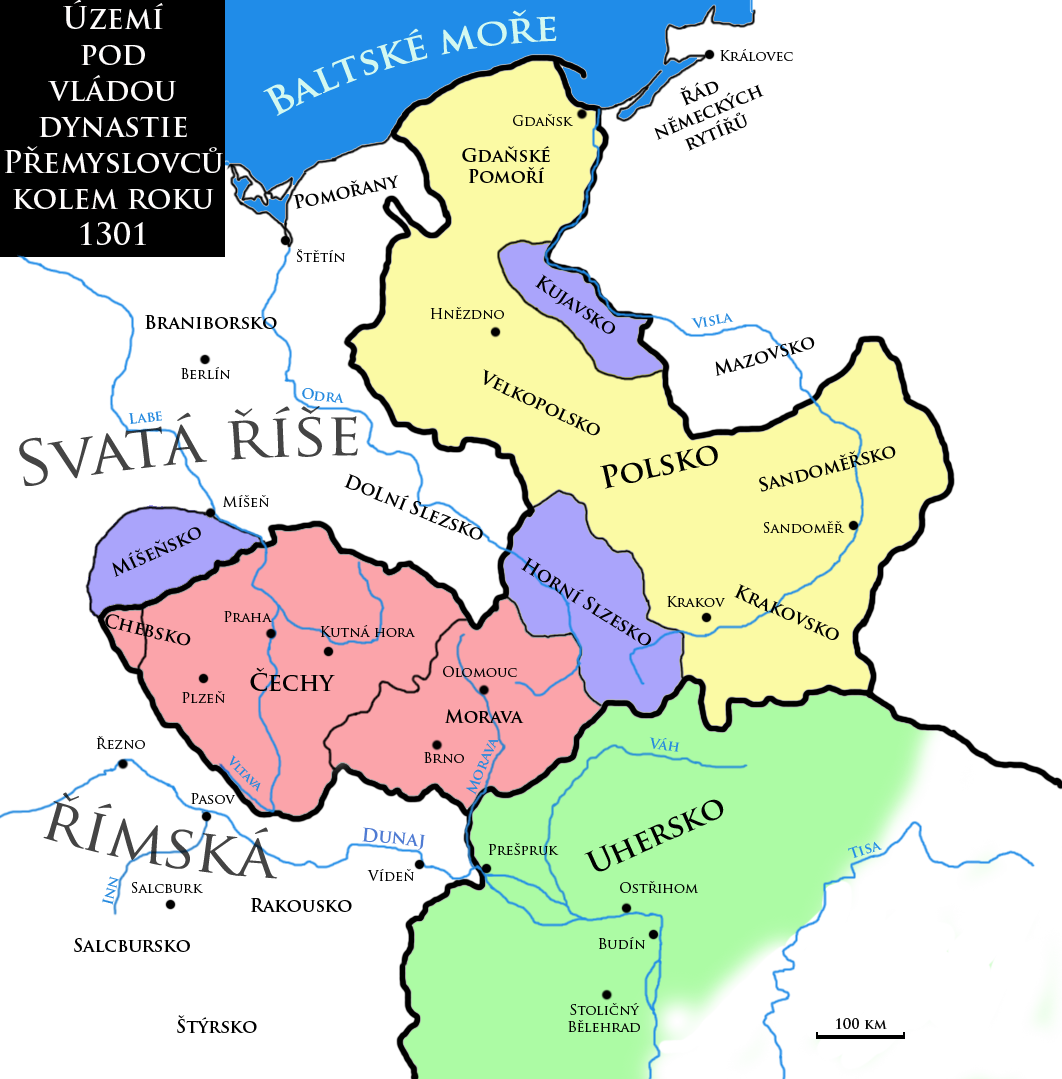
Ziemie zjednoczone pod panowaniem Wacława II (Królestwo Czech i Polski) oraz Wacława III (Węgry) w roku 1301

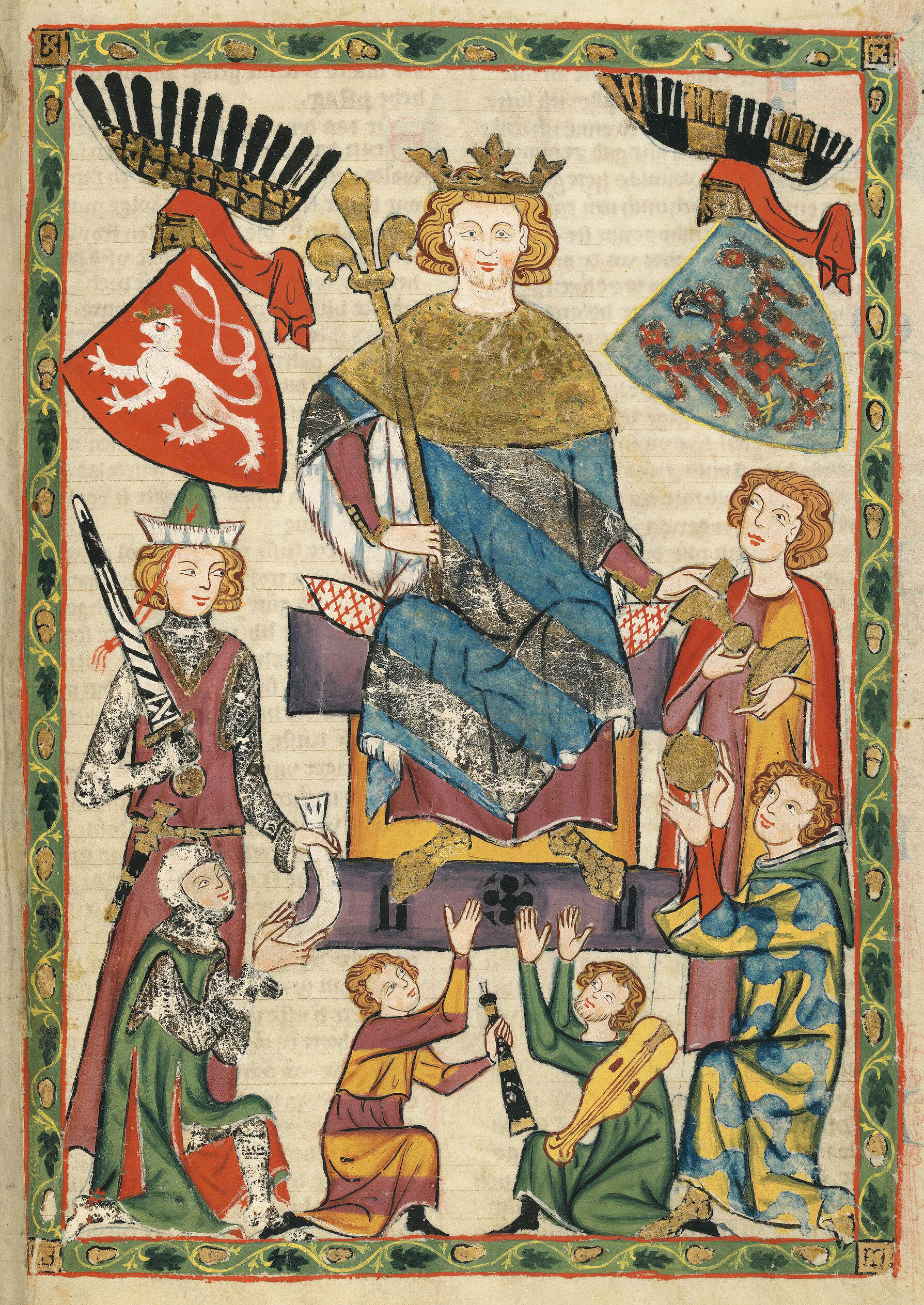
Król Wacław II, Codex Manesse fol. 10r

Oceny panowania Wacława II w historiografii pozostają niejednoznaczne. Z jednej strony jego rządy w Polsce są traktowane jako przejaw obcej dominacji i przeciwstawiane rodzimym rządom Piastów. Z drugiej – jego krótkie, bo zaledwie pięcioletnie (licząc od dnia koronacji), lecz dynamiczne panowanie przyczyniło się rozwinięcia tendencji zjednoczeniowych pod koniec okresu rozbicia dzielnicowego i dało fundament pod powstanie Zjednoczonego Królestwa Polskiego.
W okresie rządów w Polsce Wacław żonaty był z Piastówną Ryksą Elzbietą, córką zamordowanego króla Przemysła II. Dawało to widoki na powstanie silnej wspólnej przemyślidzko-piastowskiej dynastii i pokojowe zjednoczenie obu monarchii pod jednym berłem. Powstałe w ten sposób wspólne czesko-polskie państwo obejmowało Czechy, Morawy, Małopolskę, Wielkopolskę i Pomorze Gdańskie oraz miało realne widoki na Węgry (nad którymi Wacław II de facto panował przez swojego syna) oraz Śląsk. Możliwa była także ekspansja na ziemie austriackie i chorwackie, którymi panował jego ojciec. Umocniłoby to również pozycję Polski na arenie międzynarodowej.
Krótkie panowanie Wacława umocniło władzę centralną i usprawniło funkcjonowanie administracji państwowej – poprzez wprowadzenie do Polski urzędu starosty – co również przyczyniło się do późniejszych sukcesów jego następców na tronie polskim. Wacław jako pierwszy porzucił tytulaturę dzielnicową nazywając się po prostu „królem Czech i Polski”, podkreślając w ten sposób jedność wszystkich ziem polskich.
Jego rządy wzmocniły również Polskę gospodarczo dzięki reformie monetarnej i prawu górniczemu. Król Czech i Polski wprowadził w 1300 roku nową silną monetę opartą na srebrze z czeskich kopalni – grosz praski – który stał się wówczas również oficjalną walutą królewską Polski. Grosz czeski był przez dwa stulecia najpopularniejszą monetą średniowiecznej Europy i wyparł wcześniejsze słabsze waluty.
Zatem pozostałością po rządach Wacława II w Polsce jest funkcjonujący do dziś urząd starosty oraz polska waluta zdawkowa grosz (1/100 złotego).
Należy też pamiętać o pozytywnym wpływie kultury czeskiej na Polskę. Wacław II był mecenasem i miłośnikiem twórczości minnesingerów, czyli poetów lirycznych i śpiewaków. Sam układał wiersze miłosne, z których trzy zapisano w słynnym zbiorze poezji rycerskiej Codex Manesse. W kodeksie tym znajduje się również jego podobizna. Wacław zasiada na królewskim tronie i przedstawiony jest jako opiekun poetów.

## Pomniki
Od listopada 2018 r. króla upamiętnia jeden z posągów na trasie Traktu Królewskiego w Gnieźnie. Autorem rzeźby jest poznański artysta, Rafał Nowak.